# Sorrento Calcio 2008-2009
Questa pagina raccoglie le informazioni riguardanti il Sorrento Calcio nelle competizioni ufficiali della stagione 2008-2009.

## Rosa
| N. |                    | Ruolo | Calciatore              |
| -- | ------------------ | ----- | ----------------------- |
|    | Italia (bandiera)  | C     | Cristian Agnelli        |
|    | Italia (bandiera)  | D     | Simone Angeli           |
|    | Italia (bandiera)  | C     | Pietro Arcidiacono      |
|    | Italia (bandiera)  | A     | Giovanni Barreca        |
|    | Italia (bandiera)  | A     | Cristian Biancone       |
|    | Italia (bandiera)  | P     | Domenico Botticella     |
|    | Italia (bandiera)  | A     | Giuseppe Caccavallo     |
|    | Italia (bandiera)  | D     | Massimo Demartis        |
|    | Italia (bandiera)  | C     | Gennaro Ferrara         |
|    | Italia (bandiera)  | C     | Jimmy Fialdini          |
|    | Italia (bandiera)  | A     | Federico Giampaolo (II) |
|    | Italia (bandiera)  | C     | Daniele Greco           |
|    | Albania (bandiera) | C     | Albin Romain Hodza      |
|    | Italia (bandiera)  | D     | Michele Iorio           |

| N. |                      | Ruolo | Calciatore             |
| -- | -------------------- | ----- | ---------------------- |
|    | Italia (bandiera)    | D     | Nikolas Kras           |
|    | Italia (bandiera)    | C     | Giorgio La Vista       |
|    | Italia (bandiera)    | D     | Massimo Lo Monaco      |
|    | Italia (bandiera)    | C     | Stefano Maiorano       |
|    | Italia (bandiera)    | D     | Antonio Minadeo        |
|    | Albania (bandiera)   | A     | Florian Myrtaj         |
|    | Italia (bandiera)    | C     | Attilio Nicodemo       |
|    | Italia (bandiera)    | D     | Luigi Panarelli        |
|    | Italia (bandiera)    | A     | Francesco Ripa         |
|    | Italia (bandiera)    | P     | Vitangelo Spadavecchia |
|    | Italia (bandiera)    | C     | Nicola Strambelli      |
|    | Brasile (bandiera)   | D     | Ronaldo Vanin          |
|    | Finlandia (bandiera) | A     | Jani Virtanen          |
|    | Italia (bandiera)    | A     | Jacopo Visone          |